# Colorante triarilmetanico

Verde di bromocresolo, un colorante trifenilmetanico

I coloranti triarilmetanici sono coloranti la cui struttura chimica è costituita da tre anelli arenici (trifenilmetano) variamente sostituiti, legati tra loro da un atomo di carbonio ibridato sp2.
Possono essere coloranti cationici o anionici e possiedono colori brillanti e vivi.
Appartengono a questa classe i primi coloranti realizzati sinteticamente come la fuxina, e sono in uso il verde malachite e il cristalvioletto.